# 阿妮塔·沃格
阿妮塔·沃格（挪威語：Anita Waage，1971年7月30日—），挪威女子足球运动员，场上位置是后卫。她曾代表挪威国家队参加1995年国际足联女子世界杯，结果队伍获得冠军。